# Liste der Monuments historiques in Knutange
Die Liste der Monuments historiques in Knutange führt die Monuments historiques in der französischen Gemeinde Knutange auf.

## Liste der Objekte
| Bezeichnung                | Beschreibung                   | Standort                        | Kennzeichnung | Schutzstatus | Datum | Bild |
| -------------------------- | ------------------------------ | ------------------------------- | ------------- | ------------ | ----- | ---- |
| Orgel                      | Haupteintrag für PM57000419    | in der Kirche St-Charles (Lage) | PM57000735    | Classé       | 1990  |      |
| Instrumentalteil der Orgel | 1912 von Johannes Klais gebaut | in der Kirche St-Charles (Lage) | PM57000419    | Classé       | 1990  |      |